# Шодро, Николай Ксаверьевич
Николай Ксаверьевич Шодро (18.05.1883, Ташкент — 12.03.1940, Москва) — российский физик; член-корреспондент Академии наук СССР (1929).

## Биография
Родился в Ташкенте 6 (18) мая 1883 года в семье агронома.
Окончил гимназию в Смоленске (1903) и физико-математический факультет Московского университета (1908 с дипломом 1-й степени).
Был оставлен на кафедре физики у профессора П. Н. Лебедева. Его научная работа, посвящённая получению волн Герца с помощью дуги незатухающих колебаний Дудделя, опубликованная в журнале Русского физико-химического общества и в Annalen der Physik в 1908 г. стала первым исследованием, в котором получены электромагнитные волны по методу незатухающих колебаний.
С 1912 по 1924 год — ассистент при кафедре физики МВТУ.
С 1916 по 1918 год — секретарь и совместно с П. П. Лазаревым, — один из организаторов Физического общества Московского научного института; с 1918 по 1923 год заведовал оптическим отделом Физической лаборатории Высшей школы военной маскировки. С 1920 по 1932 год работал в институте физики и биофизики Наркомздрава (с 1926 года зам. директора).
С 1933 года заведующий отделом в Лаборатории биофизики ВИЭМ (с 1938 года — Академии наук СССР). В этот период проводил исследование диэлектрических постоянных растворов электролитов.
Член-корреспондент Академии наук СССР (31.01.1929).
Умер 12 марта 1940 года после продолжительной и тяжелой болезни.